# 綠絢鸚嘴魚
綠絢鸚嘴魚，為輻鰭魚綱鱸形目隆頭魚亞目鸚哥魚科的其中一種，分布於西印度洋的紅海海域，棲息深度可達30公尺，本魚頭部與身體灰褐色有較深色的鱗片邊緣，腹側灰白。在鰓蓋與區域上的在鱗片上的很多的深色斑點環繞了胸鰭。稚魚尾鰭中圓，成魚邊緣有雙凹痕，胸鰭基底淡黃色，其他部分沒有顏色，灰白的腹鰭有2條淡紅的橫帶，在中心與在基底的附近，虹膜橘色，背鰭硬棘9枚，背鰭軟條10枚，臀鰭硬棘3枚，臀鰭軟條9枚，體長可達21公分，棲息在珊瑚礁及岩礁區，屬草食性，以藻類為食，可做為食用魚及觀賞魚。